# Kim Hunter

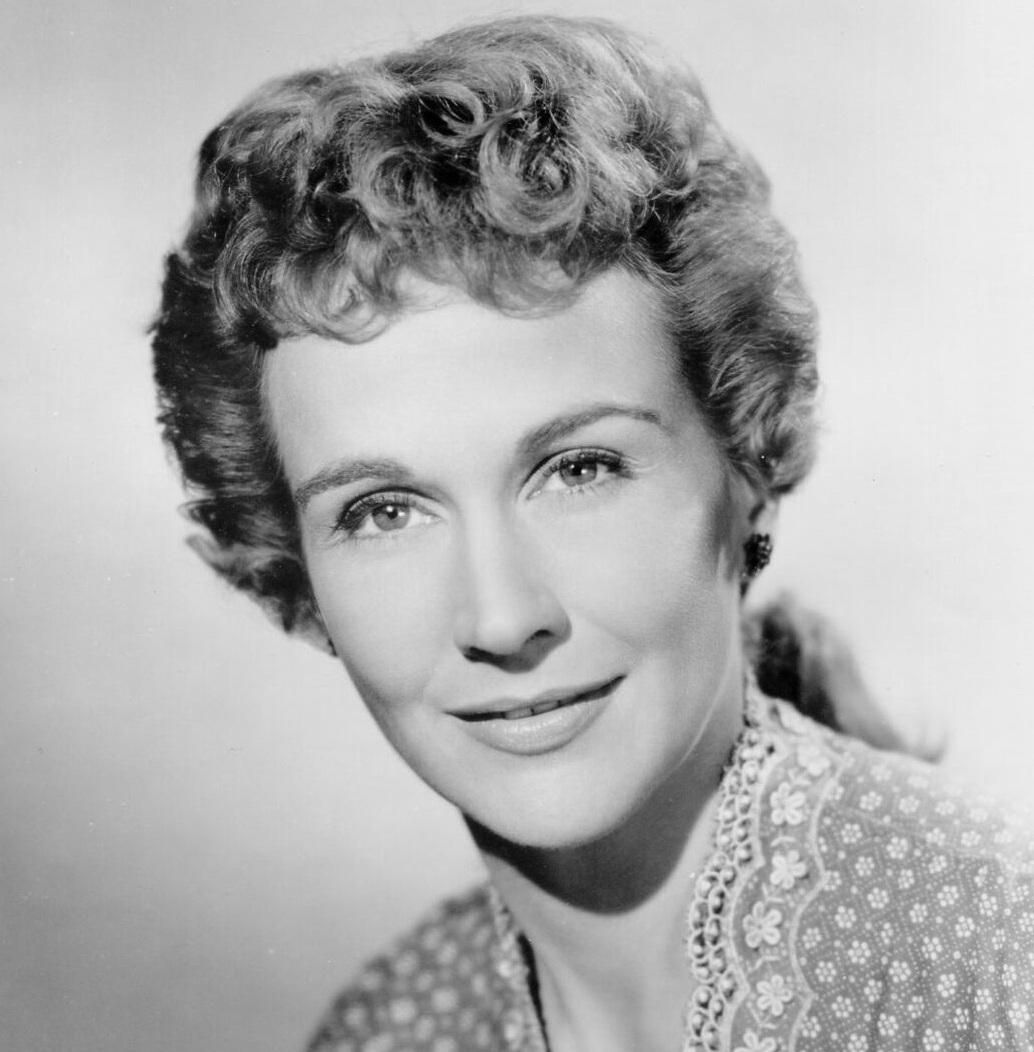
Kim Hunter in Money Women and Guns. 1958

Kim Hunter (* 12. November 1922 als Janet Cole in Detroit, Michigan; † 11. September 2002 in New York City, New York) war eine US-amerikanische Schauspielerin. Für ihre Darstellung der Stella Kowalski in dem Filmklassiker Endstation Sehnsucht wurde sie 1952 mit dem Oscar und dem Golden Globe Award als beste Nebendarstellerin ausgezeichnet.

## Leben
Kim Hunter wurde unter dem Geburtsnamen Janet Cole als Tochter einer Konzertpianistin und eines Ingenieurs geboren. Sie wurde früh Halbwaise; ihr Vater starb, als sie drei Jahre alt war. Bereits im Alter von 17 Jahren stand sie erstmals auf der Bühne. Die Schauspielausbildung absolvierte Hunter am Actors Studio in New York. Ihre erste Filmrolle übernahm sie 1943 in dem Horrorfilm The Seventh Victim unter der Regie von Mark Robson. In den folgenden Jahren blieben ihre Rollenangebote allerdings bescheiden und sie musste sich meist mit Nebenrollen begnügen. Ihre erste Hauptrolle spielte sie 1946 in dem britischen Filmklassiker Irrtum im Jenseits unter Leitung des Regie-Duos Michael Powell und Emeric Pressburger. An der Seite von David Niven spielte sie darin eine amerikanische Militärfunkerin.
1947 wurde Hunter für die Rolle der Stella Kowalski in Elia Kazans Uraufführung von Endstation Sehnsucht am Broadway ausgewählt. Als ihr brutaler Ehemann im Stück sowie auch der späteren Verfilmung agierte Marlon Brando, für den dies der Durchbruch war. Das Stück von Schriftsteller Tennessee Williams wurde ein großer Erfolg bei Kritik und Publikum. Für ihre erneute Darstellung der Stella in Kazans gleichnamiger Verfilmung des Stückes gewann Kim Hunter 1952 den Oscar sowie den Golden Globe, jeweils in der Kategorie Beste Nebendarstellerin. Anschließend bekam sie zwar eine Hauptrolle neben Humphrey Bogart in dem Kriminalfilm Deadline U.S.A. (1952), doch nur wenig später geriet sie während der McCarthy-Ära unter Verdacht, mit dem Kommunismus zu sympathisieren. Mehrere Jahre lang war ihr Name auf einer der Schwarzen Listen und sie konnte nicht mehr in Hollywood arbeiten. In einer von ihr erwirkten Entscheidung des Obersten Gerichts 1962 erfuhr sie zumindest formell eine Rehabilitation.
Hunter spielte ab den 1960er Jahren vor allem in zahlreichen von Universal Television produzierten Fernsehserien wie Mannix, Columbo, Baretta, Der Chef und Mord ist ihr Hobby. Filmisch in Erinnerung geblieben ist sie auch durch ihre Hauptrolle als Schimpansin Dr. Zira in den ersten drei Teilen der Science-Fiction-Filmserie Planet der Affen. In späteren Jahren wirkte sie bei mehreren Seifenopern mit. Für ihre Rolle der Nola Madison in der Seifenoper The Edge of Night wurde sie 1980 für einen Daytime Emmy Award nominiert. Sie trat auch weiterhin häufig als Theaterschauspielerin auf und veröffentlichte eine Mischung aus Kochbuch und Autobiografie unter dem Titel Loose in the Kitchen. Ihren letzten Film Here’s to Life! drehte sie im Jahr 2000.
Kim Hunter war von 1951 bis zu dessen Tod (2000) mit Robert Emmett verheiratet, ihr gemeinsamer Sohn Sean Emmett wurde 1954 geboren. Ihre erste Ehe, aus der eine Tochter namens Kathy hervorging, war sie von 1944 bis 1946 mit Captain William Baldwin eingegangen. Kim Hunter erlag 2002 im Alter von 79 Jahren in ihrem New Yorker Appartement einem Herzinfarkt. Für ihre Arbeit in Film und Fernsehen erhielt die Schauspielerin zwei Sterne auf dem Hollywood Walk of Fame.

## Filmografie (Auswahl)
- 1943: The Seventh Victim
- 1943: Tender Comrade
- 1944: Heirate niemals einen Fremden (When Strangers Marry)
- 1946: Irrtum im Jenseits (A Matter of Life and Death)
- 1951: Endstation Sehnsucht (A Streetcar Named Desire)
- 1952: Die Maske runter (Deadline – U.S.A.)
- 1956: Das nackte Gesicht (The Young Stranger)
- 1956: Storm Center
- 1957: Das nackte Gesicht (The Young Stranger)
- 1958: Verräter unter uns (Money, Women and Guns)
- 1959: Tausend Meilen Staub (Rawhide, Fernsehserie, Folge 1x16)
- 1961: Give Us Barabbas! (Fernsehfilm)
- 1962: Gnadenlose Stadt (Naked City, Fernsehserie, Folge 3x13)
- 1964: Lilith
- 1965: Preston & Preston (The Defenders, Fernsehserie, Folge 4x18)
- 1967, 1970: Mannix (Fernsehserie, 2 Folgen)
- 1968: Planet der Affen (Planet of the Apes)
- 1968: Der Schwimmer (The Swimmer)
- 1970: Rückkehr zum Planet der Affen (Beneath the Planet of the Apes)
- 1971: Columbo: Mord in Pastell (Suitable for Framing, Fernsehreihe)
- 1971: Flucht vom Planet der Affen (Escape from the Planet of the Apes)
- 1971: Cannon (Fernsehserie, Folge 1x07 Ein Mädchen verschwindet)
- 1973: Kobra, übernehmen Sie (Mission: Impossible, Fernsehserie, Folge 7x14)
- 1973: Der Magier (The Magician, Fernsehserie, Pilotfolge)
- 1974: Born Innocent (Fernsehfilm)
- 1974: Bad Ronald (Fernsehfilm)
- 1974: Der Chef (Ironside, Fernsehserie, 2 Folgen)
- 1975: Düsteres Omen (Dark August)
- 1975: Mord à la Mode (Ellery Queen: Too Many Suspects, Fernsehfilm)
- 1976: Baretta (Fernsehserie, Folge 3x09)
- 1978: Weißes Haus, Hintereingang (Backstairs at the White House, Fernseh-Miniserie)
- 1979: Detektiv Rockford – Anruf genügt (The Rockford Files, Fernsehserie, Folge 5x19)
- 1979: Der Golden-Gate-Mörder (The Golden Gate Murders, Fernsehfilm)
- 1981: Kreuz der Gewalt (Skokie, Fernsehfilm)
- 1987: Anthony (The Kindred)
- 1988: Mutter kriegt die Kurve nicht (Drop-Out Mother, Fernsehfilm)
- 1990: Two Evil Eyes (Due occhi diabolici)
- 1990: Mord ist ihr Hobby (Murder, She Wrote, Fernsehserie, Folge 7x01)
- 1993: Die Ninja-Morde von Bel Air (Bloodlines: Murder in the Family, Fernsehfilm)
- 1994: Verrückt nach dir (Mad About You, Fernsehserie, Folge 2x19)
- 1994: L.A. Law – Staranwälte, Tricks, Prozesse (L.A. Law, Fernsehserie, Folge 8x22)
- 1997: Mitternacht im Garten von Gut und Böse (Midnight in the Garden of Good and Evil)
- 1997: Teurer als Rubine (A Price Above Rubies)
- 1999: Blue Moon – Wilde Wasser, tapfere Herzen (Blue Moon, Fernsehfilm)
- 2000: The Hiding Place
- 2000: Here’s to Life!
- 2001: The Education of Max Bickford (Fernsehserie, Folge 1x03)